# Amitábha

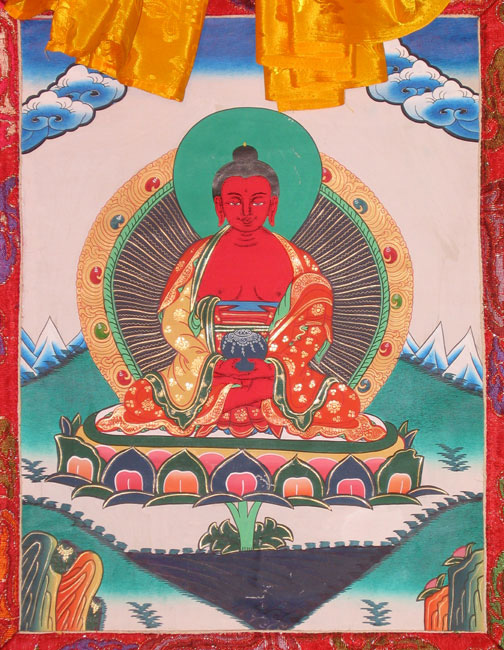
Amitábha Buddha a tibeti buddhizmusban – hagyományos tangka festmény.

Amitábha Buddha portréja a Végtelen élet szútra mellékleteként

Amitábha (szanszkrit: अमिताभ, Amitábha (wordstem), əmɪˈt̪aːbʱə) Amida vagy Amideva mennyei buddha a mahájána buddhizmus hagyományai szerint. Amitábha a Tiszta Föld buddhizmus fő buddhája. A buddhizmusnak ezt az ágát főleg Kelet-Ázsiában gyakorolják. A vadzsrajána irányzatban szereplő Amitábha hosszú életkoráról, tiszta észleléséről, a jelenségek ürességének mély megértéséről ismert, illetve arról, hogy vonzza a vörös tűzelemet. A szövegek szerint Amitábha az elmúlt életeiben (bodhiszattvaként, akit Dharmakárának hívtak) tett végtelen számú jó-cselekedeteiből származó végtelen érdemmel rendelkezik.

## Tanok
A Végtelen élet szútrája szerint Amitábha több világkorral ezelőtt egy Dharmakára nevű pap volt. A szútra egyes verziójában Dharmakára egy király volt, aki Lokesvararádzsa buddhától hallott először a buddhista tanításokról, aminek hatására lemondott a trónjáról. Ezután fogadalmat tett, hogy el fogja érni a buddhaság szintjét, amely által saját buddha-mezőre fog szert tenni (buddhaksetra, egy buddha érdemei által létrejövő, közönséges valóságon kívül eső, ősi világegyetem részét képező birodalom). Fogadalma 48 pontból állt, amely meghatározta, hogy milyen jellegű buddha-mezőt kívánt Dharmakára létrehozni. Ez azt is behatárolta, hogy milyen feltételekkel lehet újjászületni abban a birodalomban és milyen lényként.
A Kínában, Vietnámban, Koreában és Japánban is közismert szútra verzióiban Bharmakára 18. fogadalma az, hogy bármely lény a világegyetemben, aki a Tiszta Földön kíván újjászületni és az ő nevét hívja, akár csak tízszer, akkor garantáltan újjá fog ott születni. A 19. fogadalma alapján bodhiszattváival együtt meg fog jelenni azok előtt, akik a haláluk pillanatában hívják őt. Mindenki felé való nyitottságuk és elfogadásuk miatt lehetett a Tiszta Föld hit akkora hatással a mahájána buddhizmusra. A Tiszta Föld buddhizmus legkorábban Északnyugat-India, Pakisztán és Afganisztán területén vált népszerűvé, ahonnan tovább terjedt Közép-Ázsiára és Kínára.
A szútra azt is elmagyarázza, hogy Amitábha az érdemei összegyűjtése után elérte a buddhaságot és továbbra is a Szukhávatí birodalomban lakozik, amelyet egy boldogsággal teli helynek ír le.
Az Amitábhával és a fogadalmaival kapcsolatos alap tanok három kanonikus mahájána szövegben szerepelnek:
- Végtelen élet szútrája
- Amitábha szútra
- Kontemplációs szútra

Amitábha erőfeszítései révén jött létre a "Tiszta Föld" (净土, kínai: jìngtŭ; japán: jōdo; vietnámi: tịnh độ) melyet Szukhávatí-nak (szanszkrit: "boldogságteli") neveznek. Szukhávatí a távoli nyugaton fekszik, a saját világunk határain túl. A fogadalmai erejénél fogva Amitábha mindenki számára lehetővé tette, hogy hívhassa őt és újjászülethessen az ő birodalmába, ahol további dharma tanításokat kaphat tőle, hogy végül bodhiszattvává és buddhává váljanak ők is (a mahájána buddhizmus legfőbb célja). A bodhiszattvák és buddhák ezután visszatérhetnek bármely kor bármely világába, hogy segítsenek a szamszára összes létező lényének.
Amitábha az átfogó szeretet buddhája. Nyugaton tartózkodik és minden lény megvilágosodásáért fáradozik. Legfőbb megvilágosodási technikája a környező világ paradicsomként való vizualizációja. Aki az ő világát paradicsomként látja, feléleszti a megvilágosodási energiáit. A világot egy ahhoz illeszkedő pozitív gondolattal lehet paradicsomként látni vagy az által, ha minden lénynek boldogságot kívánunk. Az Amitábha tanok alapján bárki eljuthat a paradicsomba, aki a halála pillanatában a saját feje fölé vizualizálja Amitábha Buddhát és a tudata a fejcsakrán keresztül távozik.

### Vadzsrajána buddhizmus
Amitábha Buddhát ismerik Tibetben, Mongóliában és egyéb olyan területeken, ahol a tibeti buddhizmust gyakorolják. A tibeti vadzsrajána buddhizmusban Amitábha az egyik az öt bölcsességbuddha közül (a többi négy: Aksobhja, Amóghasziddhi, Ratnaszambhava és Vairócsana), akit a nyugati iránnyal kapcsoltak össze, valamint a szannyá szkandhával, az észlelés aggregátumával és a személyiségek mély ismeretével. Segítője Pádnaravásziní. Birodalmának neve Szukhávatí (szanszkrit) vagy Devacsen (tibeti). Két legfőbb tanítványa (Sákjamuni Buddhának is kettő volt) Vadzsrapáni és Avalókitésvara bodhiszattvák – előbbi a balján, az utóbbi a jobbján. A tibeti buddhizmusban több közismert imádságban is szerepel az újjászületés a Szukhávatí (Devacsen) birodalomban. Ezek közül az egyiket Dzse Congkapa írta Mandzsusrí bodhiszattva kérésére.
A tibeti pancsen lámákat és samarpákat Amitábha megtestesüléseinek tekintik.
A japán vadzsrajána vagy singon buddhizmusban Amitábha a Tizenhárom Buddha egyike, akik előtt a hívők áldozatot mutatnak be. A tibeti buddhizmushoz hasonlóan a singonban is léteznek kifejezetten Amitábhának szóló mantrák, bár a használt mantrák különböznek. Amitábha szintén szerepel a singon Méhbirodalom mandala buddhái között.
Amitábha több vadzsrajána mantra központi alakja. Az Amitábha mantra szanszkrit formája oṃ amitábha hríḥ, amelynek a tibeti változata az om ami deva hri. A japán singon mantra az on amirita teizei kara un, melynek az eredeti indiai formája az om amrta-tedzse hara húm.

## Kapcsolódó szócikkek

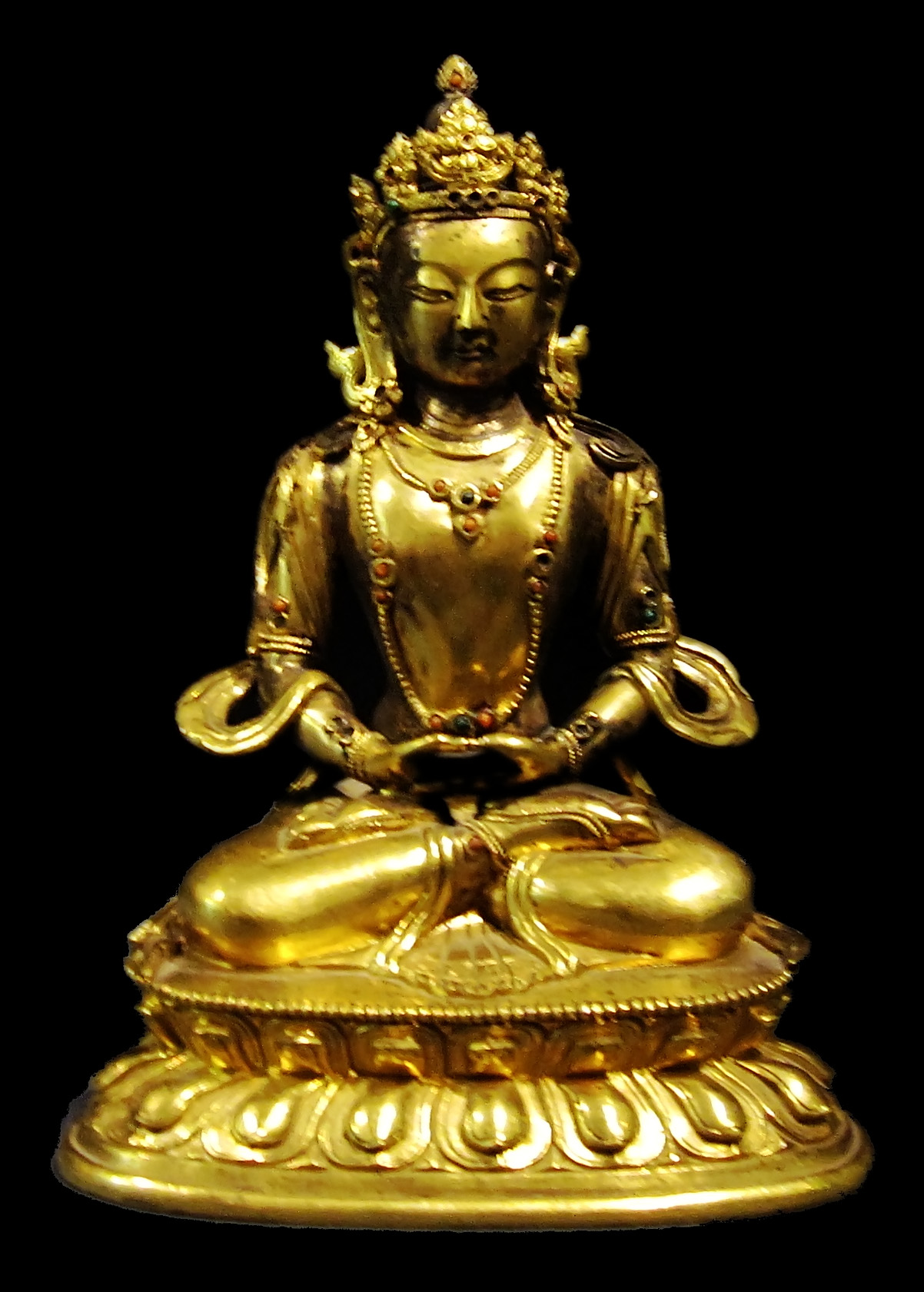
Amitábha Buddha szobra (Mongólia, 18. század)

## Jegyzetek

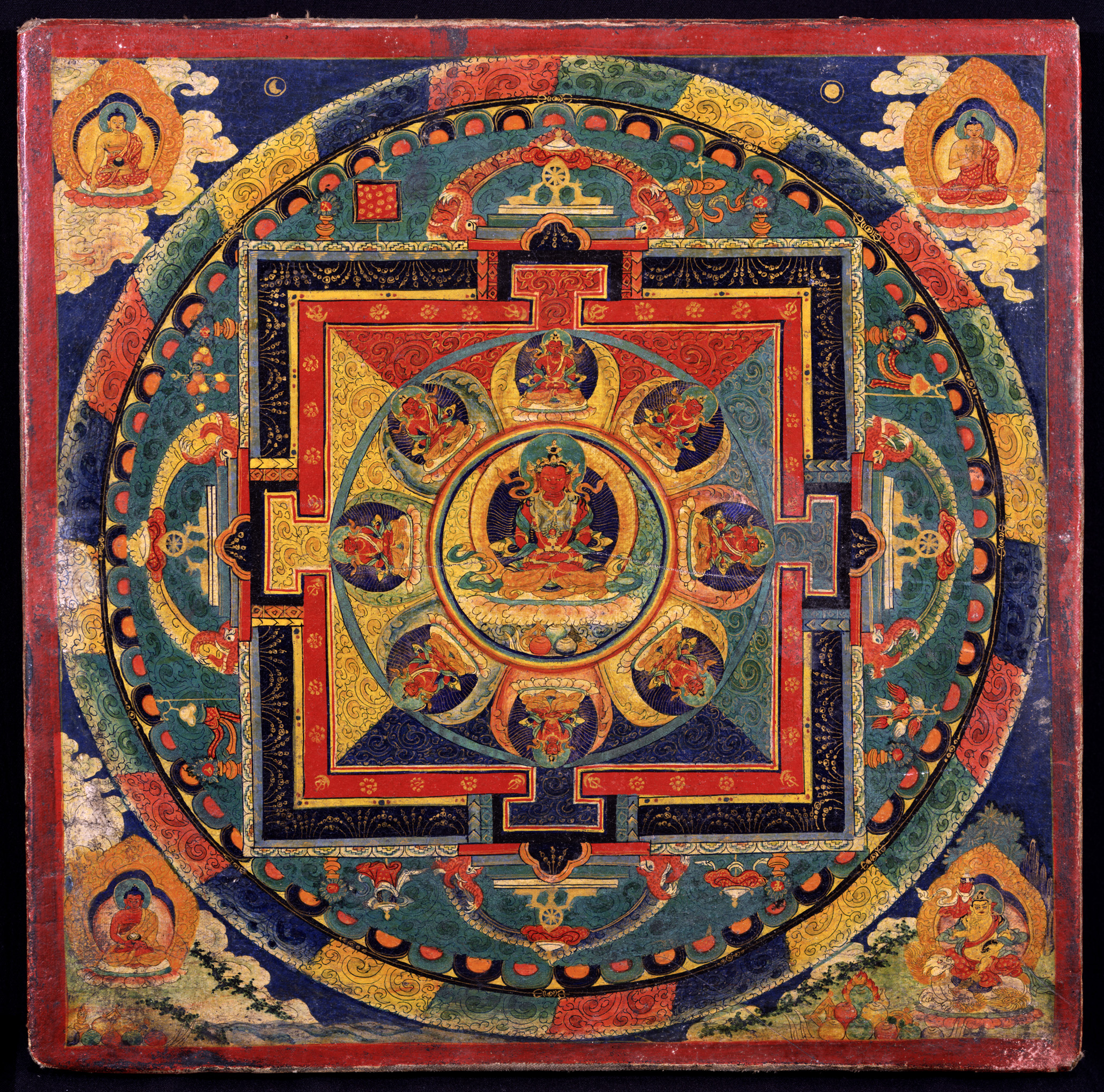
Amitajusz mandalája, Tibet, 19. század, Rubin Művészeti Múzeum, New York.